# Samadhana
Samadhana (Sanskrit समाधानम् samādhānam) ist ein Philosophiebegriff des Jnana Yoga (Vedanta), der mit geistiger Sammlung oder Konzentration wiedergegeben werden kann.

## Etymologie
Das Sanskritsubstantiv samādhāna leitet sich von samādhā (समाधा) ab mit der Bedeutung Zusammenstellung, Zusammenfassung, Vereinigung (von सम् zusammen und धा tragen, bringen, wörtlich also zusammentragen).

## Begriffsklärung

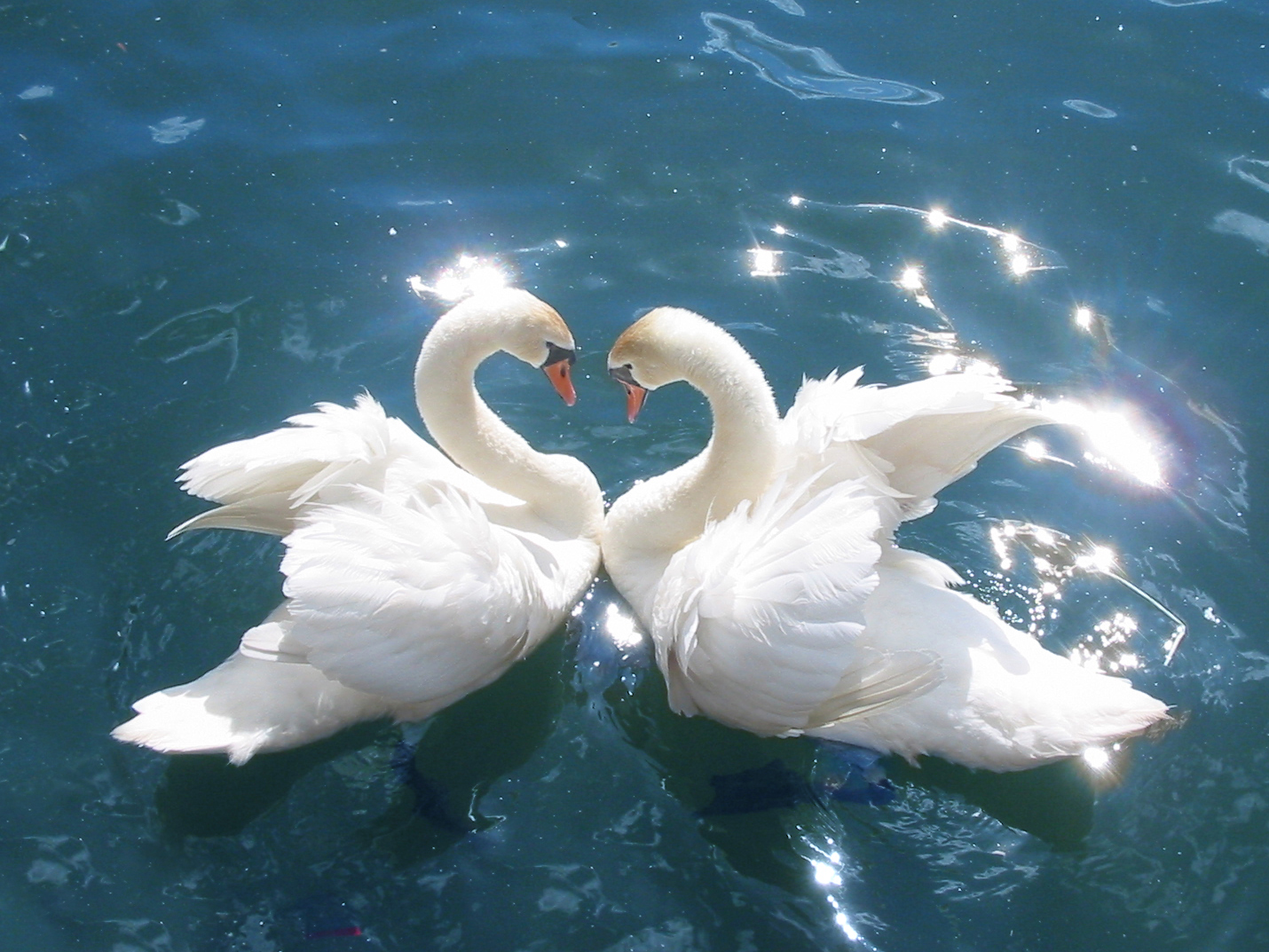
Schwäne (Cygnus olor) – Symbole für Reinheit und Transzendenz im Vedanta

Samadhana meint die Fixierung des Geistes auf die wahre Natur der Seele, tiefe oder abstrakte Meditation, tiefe Kontemplation, Absicht, Beständigkeit, innere Haltung, Seelenfrieden, Klärung von Zweifeln, Zustimmung oder Versprechen, ein herausragendes Ereignis, Rechtfertigung einer Aussage, Beweis(führung), Aussprache oder Determination.
Samadhana gilt im Vedanta als eine der sechs Tugenden (Shat-sampat), die ein Sucher nach Wahrheit entwickeln sollte, um eine Loslösung von aller egoistischen Motivation herstellen zu können. Damit geht die Fähigkeit einher, den Verstand nicht wandern zu lassen, sondern auf einen Punkt zu konzentrieren. Dies bedarf eines ausreichenden mentalen Trainings und wird letztlich unter Einbeziehung der anderen fünf Tugenden – Sama, Dama, Uparati, Titiksha und Shraddha – erreicht. Der Zustand des Samadhana wird von Shankara als Zustand vollkommen ausgeglichener Gemütsruhe beschrieben, der sich einstellt, wenn der Verstand andauernd auf ein perfektes und gleichzeitig universelles und allmächtiges Ideal gerichtet wird.

## Definition
Samadhana ist die Fokussierung des Geistes (चित्तैकाग्रता cittaikāgratā) auf ein Ziel. Dieser Zustand kann sich nur durch kräftige Zügelung des Geistes und der Sinne sowie durch eine Abkehr von weltlichen Vergnügungen einstellen. Er ermöglicht es, die Herausforderungen des Lebens zu erdulden und vermittelt gleichzeitig Vertrauen gegenüber den Anweisungen der Schriften und des geistigen Lehrers.

## Samadhana im Hinduismus
Zur Erkennung der alldurchdringenden Weltenseele (Brahman) stellt Samadhana eine der vier Vorbedingungen (Sadhana chatushtaya) dar, um die Energie des Bewusstseins auf Befreiung (Moksha) lenken zu können und nicht auf irgendwelche materiellen Errungenschaften (Siddhi oder Vibhuti). Im Mahabharata wird Samadhana als Aufgehen in Meditation erklärt oder als geistiger Zustand, der keinerlei Anhaftung an weltliche Angelegenheiten mehr kennt. In seinem Vivekachudamani (Sloka 27), erklärt Shankara:

„सम्यगास्थापनं बुद्धेः शुद्धे ब्रह्मणि सर्वदा
तत्समाधानमित्युक्तं न तु चित्तस्य लालनम्“

„samyagā sthāpanaṁ buddheḥ śuddhe brahmaṇi sarvadā
tatsamādhānamityuktaṁ na tu cittasya lālanam“

„Die vollkommene Etablierung von Buddhi im eigenschaftslosen (Nirguna) und von allen Beschränkungen freien Brahman ist Samādhāna, nicht jedoch das freie Herumschweifen des Geistes.“